# Ронні Бейкер
Ронні Бейкер (англ. Ronnie Baker, нар. 15 жовтня 1993) — американський легкоатлет, який спеціалізується на спринтерському бігу, призер чемпіонату світу в приміщенні.
За підсумками змагань Світового туру в приміщенні-2020 переміг у загальному заліку з бігу на 60 метрів.